# Max Born
Max Born (Breslau, 11 december 1882 – Göttingen, 5 januari 1970) was een Duitse Joodse, later, vanaf 1933 Britse wis- en natuurkundige. In 1954 ontving hij de Nobelprijs voor natuurkunde voor zijn waarschijnlijkheidsinterpretatie van de schrödingervergelijking.

## Biografie
Max Born werd geboren in Breslau, destijds de hoofdstad van de Pruisische provincie Silezië (het tegenwoordige Wrocław). Hij was de oudste zoon van Gustav Born (1850-1900), hoogleraar anatomie en amateur-botanicus, en Margarethe Kauffmann (1856-1886). Zijn moeder overleed toen Max pas vier jaar oud was. In 1891 hertrouwde zijn vader met Bertha Lipstein (1866-1937), die de verdere opvoeding van hem en zijn zusje Käthe (1884-1953) voor haar rekening nam. Het jaar daarop werd het gezin nog uitgebreid met een halfbroer, Wolfgang (1892-1949).
Door zijn vader kwam Max in contact met enkele belangrijke wetenschappers van die tijd, waaronder de Duitse bacterioloog Paul Ehrlich en de Duitse arts Albert Neisser. Nadat Born het Kaiser Wilhelm Gymnasium had bezocht, ging hij in 1901 naar de universiteit van Breslau. Vervolgens bezocht hij achtereenvolgens de universiteiten van Heidelberg, Zürich en Göttingen waar hij naast zijn hoofdstudie wiskunde ook astronomie en fysica studeerde. Na zijn promotie in 1906 onder David Hilbert ging hij naar St John's College van de Cambridge om te studeren onder Joseph Larmor en J.J. Thomson. Daarna keerde hij terug naar Duitsland, naar Breslau (1908-1909). Vervolgens ging hij opnieuw naar Göttingen, waar hij de medewerker was van Hermann Minkowski en alwaar hij in 1909 habiliteerde.
Born was daarna privaatdocent in Göttingen, en buitengewoon hoogleraar in de theoretische natuurkunde aan de universiteit van Berlijn, waar hij samenwerkte met Max Planck, Albert Einstein en Walther Nernst. In 1915 werd hij onder de wapenen geroepen, maar hij mocht zijn diensttijd volbrengen op een militair wetenschappelijk kantoor. Na afloop van de Eerste Wereldoorlog verkreeg hij zijn eerste leerstoel in Frankfurt am Main met Otto Stern als zijn assistent.
Van 1921 tot 1933 was Born hoogleraar in Göttingen, waar hij de leerstoel overnam van Peter Debye. Hier ontwikkelde hij onder andere met Wolfgang Pauli, Werner Heisenberg, Pascual Jordan en Friedrich Hund de formalisering van de moderne kwantummechanica. Later werd aangetoond dat dit formalisme equivalent is aan Schrödingers golfmechanica, een onafhankelijk ontwikkelde manier van noteren.
Na de machtsovername van de nationaalsocialisten werd Born in 1933 vanwege zijn Joodse afkomst en zijn pacifistische instelling op grond van een ambtsbericht van de regering Hitler gedwongen op non-actief gezet. Net als zo veel Duitse wetenschappers ontvluchtte Born met zijn gezin Duitsland en emigreerde naar Engeland. Van 1933 tot 1936 doceerde hij wiskunde te Cambridge en van 1936 tot 1953 was hij hoogleraar filosofie te Edinburgh. Tussentijds, in 1936, reisde Born naar Bangalore waar hij de Indiase natuurkundige en Nobelprijswinnaar Chandrasekhara Raman bezocht.

### Persoonlijk

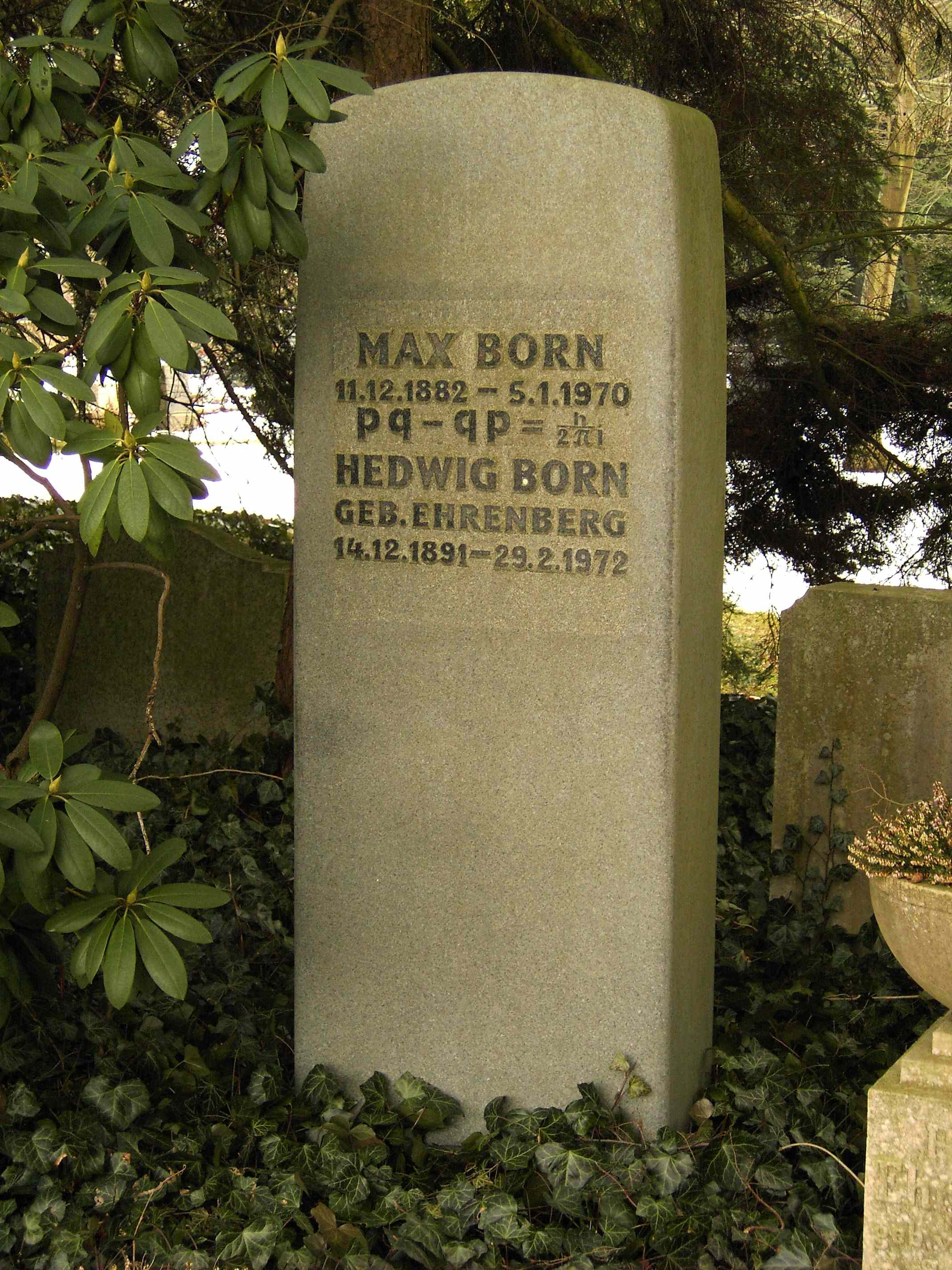
Grafsteen Max Born en echtgenote

Op 2 augustus 1913 huwde hij Hedwig Ehrenberg (1891-1972), de dochter van een professor in de rechten aan de universiteit van Göttingen. Samen kregen ze twee dochters, Irene en Margarethe, en een zoon, Gustav Victor Rudolf Born. Zijn oudste dochter Irene is de moeder van popzangeres en actrice Olivia Newton-John. Na zijn pensionering keerde hij op 70-jarige leeftijd terug naar zijn vaderland waar hij in Bad Pyrmont, nabij Göttingen een huis liet bouwen.
Samen met zijn echtgenote ligt hij begraven op de begraafplaats Stadfriedhof in Göttingen, met op zijn grafsteen de fundamentele vergelijking van de kwantummechanica:
{\displaystyle pq-qp={\tfrac {h}{2\pi i}}}

## Werk
Born is bekend om zijn werk op het gebied van de kristalstructuur – met name trillingen van atomen in kristalroosters – en van de optica, maar – aangespoord door de bevindingen van de Deense fysicus Niels Bohr – vooral op dat van de kwantumtheorie, de relativiteitstheorie, atoom- en elektronentheorie.
In 1921 bood hij de eerste wiskundige formulering aan van de eerste wet van de thermodynamica. Gedurende de jaren 1925-26 publiceerde hij, met zijn studenten Heisenberg en Jordan, hun onderzoekingen naar de grondbeginselen van de kwantummechanica (matrixmechanica, waarvoor Heisenberg in 1932 de Nobelprijs kreeg) en kort daarna, zijn eigen studies naar de statistische interpretatie van de kwantummechanica.
Ook toonde hij hoe de theoretische resultaten te interpreteren van Louis-Victor de Broglie en de experimenten van Clinton Davisson met betrekking tot het golfkarakter van materie. Borns verklaring was dat deeltjes bestaan, maar "geleid" worden door golven. Sleutel tot zijn interpretatie van golffunctie: "het kwadraat (amplitude) van de golffunctie in een gegeven punt stelt de waarschijnlijkheid voor om het deeltje op dat punt op dat moment aan te treffen". Voor dit werk, alsmede voor zijn eerdere studies naar de kwantummechanica verkreeg Born in 1954 de Nobelprijs welke hij deelde met Walther Bothe (ander werk).
Zijn naam is verbonden aan de Born-Oppenheimerbenadering over interatomaire krachten in moleculaire structuren.

## Erkenning
Max Born was lid, dan wel erelid, van vele wetenschappelijke academies over de gehele wereld; verkreeg eredoctoraten van vele universiteiten en was ereburger van Göttingen. Naast de Nobelprijs voor de Natuurkunde ontving hij verscheidene prestigieuze onderscheidingen en prijzen, waaronder de Stokes Medal (1934), de Max Planck-medaille van de Deutsche Physikalische Gesellschaft (1948), de Hughes Medal (1950) van de Royal Society en het Grootkruis in de Orde van Verdienste van de Bondsrepubliek Duitsland (1959).

### Max-Born-Preis
Ter herinnering aan het werk van Max Born reikt het Deutsche Physikalische Gesellschaft samen met het Britse Institute of Physics elk jaar de "Max-Born-Preis" uit voor "bijzonder waardevolle en actuele wetenschappelijke bijdragen aan de natuurkunde". De prijs wordt sinds 1973 aan afwisselend Britse en Duitse wetenschappers uitgereikt.